# Tamoil

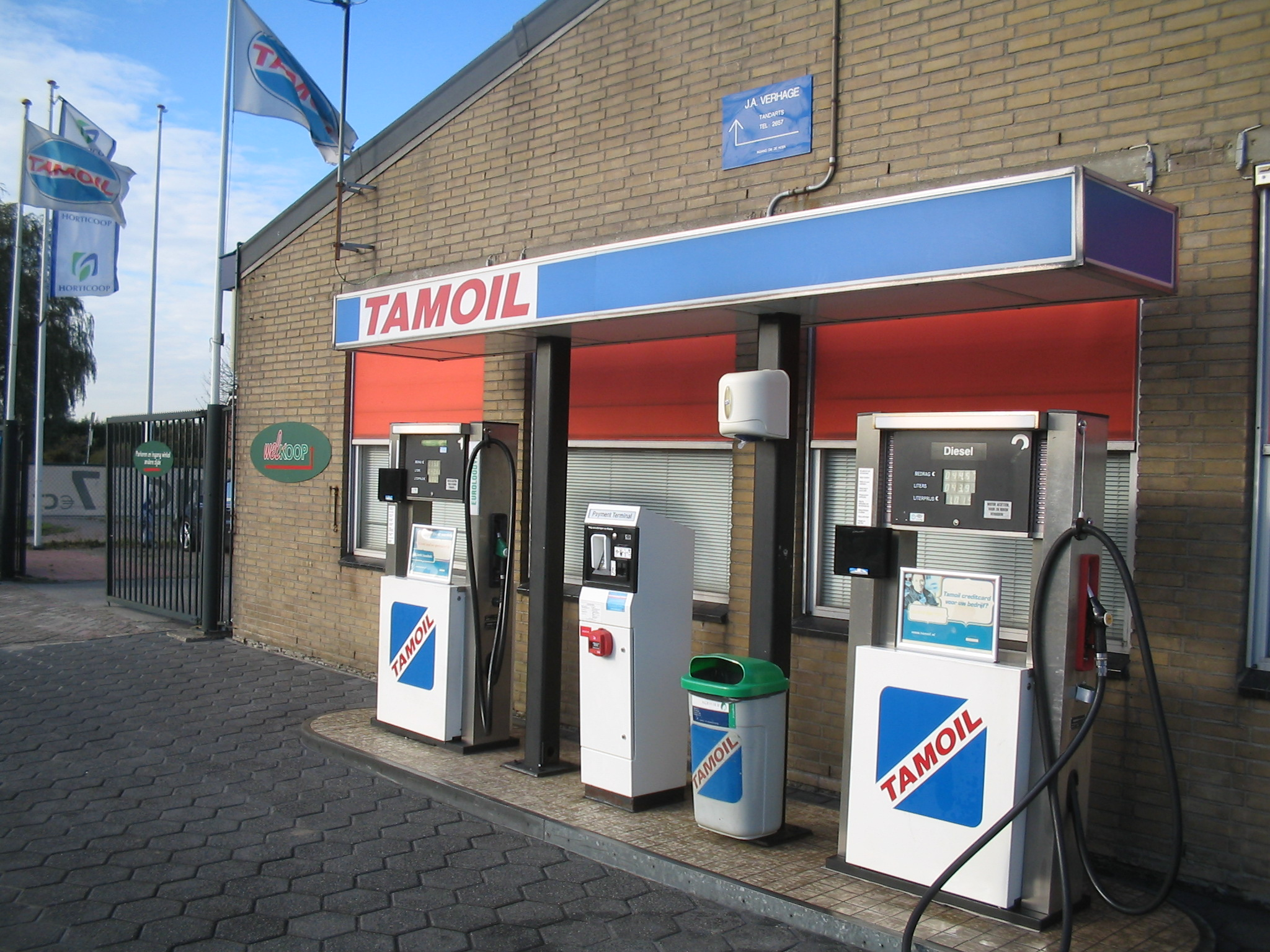
Заправка, принадлежащая Tamoil

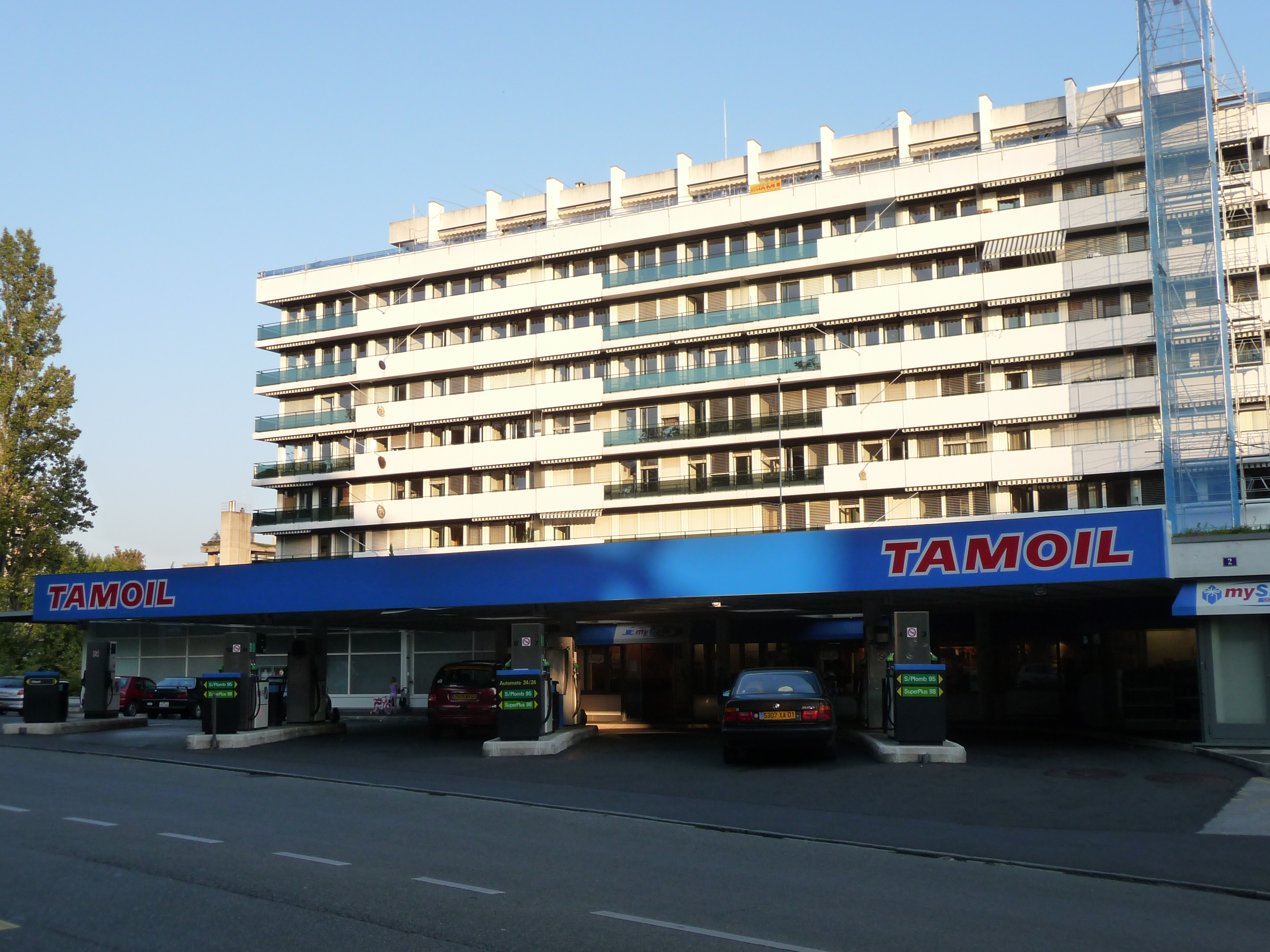
Заправочная станция Tamoil в Женеве, Швейцария.

Tamoil — торговое название нефтяной компании Oilinvest B.V. Group, базирующаяся в Нидерландах и основанной принадлежащей Ливии компанией National Oil Corporation в 1988 году.

## История
Название компании Tamoil произошло от имени ливанско-американского предпринимателя Роджера Тамраза (араб.  روجيه تمرز ‎), владельца компании Oil Capital Ltd-Inc. (OCL), основанной в 1965 году. Название Tamoil было введено после того как OCL были приобретены заправочные станции Amoco и нефтеперерабатывающий завод в г. Кремона (Италия) в 1988 году.

## Спонсорская деятельность
Tamoil являлся спонсором итальянского футбольного клуба Ювентус. Согласно соглашению о субсидировании, на период с июля 2005 года до июня 2010-го, эмблема Tamoil должна была появляться на футболках игроков Ювентуса на всех соревнованиях, заменяя предыдущую сделку, которая покрывала только европейские и внутренние соревнования. Это самое дорогое соглашение о субсидировании клуба в европейском футболе стоило Tamoil €110 миллионов. Существовала также возможность расширить сделку в течение дальнейших пяти лет за дополнительные €130 миллионов. Однако, после футбольного скандала 2006 компания Tamoil остановила субсидирование (на сегодняшний день спонсором Ювентуса является автомобильный гигант FIAT, а в частности его дочерняя компания Jeep)
.